# Vševily
Vševily település Csehországban, a Příbrami járásban. Vševily Rožmitál pod Třemšínem, Hlubyně, Bezděkov pod Třemšínem, Hvožďany és Volenice településekkel határos. Lakosainak száma 140 fő (2024. január 1.).

## Népesség
A település lakosságának változását az alábbi diagram mutatja:
| Lakosok száma | 445  | 317  | 304  | 247  | 152  | 127  | 130  | 135  | 145  | 140  |
|               | 1869 | 1890 | 1921 | 1950 | 1980 | 2001 | 2017 | 2019 | 2022 | 2024 |